# 上肢帯筋
上肢帯筋（じょうしたいきん、英語: muscles of the shoulder）は上肢帯の筋肉の総称。

## 構成する筋肉
- 三角筋
- 棘上筋
- 棘下筋
- 肩甲下筋
- 小円筋
- 大円筋